# Parachutistenafweer insigne van het Leger (Duitsland)
Het Parachutistenafweer insigne van het Leger (Duits: Fallschirmschützenabzeichen des Heeres) werd op 1 september 1937 door de Opperbevelhebber van de Duitse Heer Generaloberst Werner von Fritsch ingesteld. Alle officieren, onderofficieren en manschappen van het Duitse Heer die de opleiding tot Fallschirmjäger (parachutist) met succes hadden gevolgd mochten dit insigne dragen.

## Criteria
Uit het Heeresverordnungsblatt van 1 juli 1938:
"Das Fallschirmschützenabzeichen wird den zu den Fallschirmschützenlehrgängen kommandierten Offz., Uffz. und Mannschaften nach erfolgreichem Abschluß mit dem Fallschirmschützenschein verliehen. Die zu ihren Truppenteilen zurückkehrenden Teilnehmer erhalten die Genehmigung, das Fallschirmschützenabzeichen bis zu ihrer Versetzung zum Fallschirm-Inf.-Btl. zur Uniform in und außer Dienst zu tragen."
Het recht om het insigne te dragen, werd na twaalf maanden herzien. De homologatie van het insigne was afhankelijk van het verrichten van ten minste zes parachutesprongen in het lopende jaar.
Het insigne kon daarna alleen nog door leden van het Waffen-SS Fallschirmjägerbataillons 500/600 en Fallschirmjäger der Brandenburger verkregen worden, na succesvolle deelname aan de parachutistenopleiding.

## Uiterlijk
Het ovale insigne is van een vergulden krans van eikenbladeren gemaakt, met daaronder een manchet die samengebonden is. Op het bovenste gedeelte van de krans staat een adelaar van de Wehrmacht met swastika.
Het ontwerp voor dit insigne dat qua vorm in de Duitse militaire tradities past was van de Berlijnse firma C.E. Juncker.
Een zeer schaarse variant hierop is door een juwelier gefabriceerde versie uit zilver van dit insigne.

## Draagwijze
Het Parachutistenafweer insigne van het Leger werd als Steckkreuz op de linker borstzak van de uniform van de Wehrmacht gedragen. De stoffen variant (stoffausführung) van het insigne werd ook op het gevechtstenue toegestaan.
Het werd aan de parachutetroepen van het Heer toegekend, die later in de Luftwaffe ingelijfd werden. De parachutisten van de Heer konden later het insigne omruilen voor het Fallschirmschützenabzeichen der Luftwaffe.

## Na de Tweede Wereldoorlog

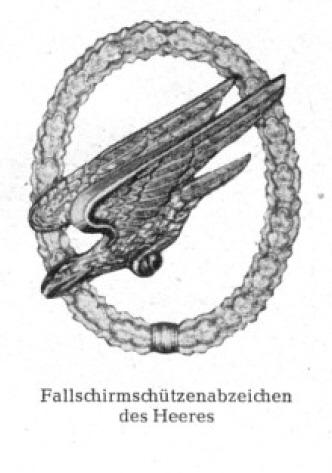
Het gedenazificeerde parachutistenafweer insigne na 1957.

Het insigne is van een hakenkruis voorzien. Dat betekent dat het verzamelen, tentoonstellen en verhandelen van deze onderscheidingen in Duitsland aan strenge wettelijke regels is onderworpen. Op 26 juli 1957 vaardigde de Bondsrepubliek Duitsland een wet uit waarin het dragen van onderscheidingen met daarop hakenkruizen of de runen van de SS werd verboden. In de gedenazificeerde uitvoering mogen de badges wel worden gedragen.